# Bni Bataou
Bni Bataou  (in arabo بني بتاو‎?) è un centro abitato e comune rurale del Marocco situato nella provincia di Khouribga, regione di Béni Mellal-Khénifra. Conta una popolazione di 5 113 abitanti (censimento 2014).